# Argentina nos Jogos Pan-Americanos de 2011
A Argentina participou dos Jogos Pan-Americanos de 2011 em Guadalajara, no México. O país esteve em todas as edições de Jogos Pan-Americanos já realizadas.

## Medalhas
| Atleta | Esporte               | Prova                                       | Medalha |
| --- | --------------------- | ------------------------------------------- | ------- |
| Facundo Andreasen Sergio Villegas | Pelota Basca          | Pelota de goma trinquete masculino          | Ouro    |
| Cristian Algarbe Jorge Eduardo Villegas | Pelota Basca          | Pelota de couro trinquete                   | Ouro    |
| Fernando Ergueta Javier Nicosia | Pelota Basca          | Pelota de goma frontón 30 metros            | Ouro    |
| María Lís Garcia Verónica Stele | Pelota Basca          | Pelota de goma trinquete feminino           | Ouro    |
| Javier Julio | Esqui Aquático        | Truques                                     | Ouro    |
| Javier Julio | Esqui Aquático        | Geral                                       | Ouro    |
| Gonzalo Carou Federico Gastón Fernández Juan Pablo Fernández Fernando García Andrés Kogovsek Damián Migueles Federico Pizarro Cristian Plati Pablo Portela Leonardo Querín Matías Schulz Diego Simonet Sebastián Simonet Juan Vidal Federico Vieyra                           | Handebol              | Masculino                                   | Ouro    |
| Lucas Argento Ignacio Bergner Federico Bermejillo Manuel Brunet Lucas Cammareri Pedro Ibarra Juan Martín López Agustín Mazzilli Matías Paredes Lucas Rey Lucas Rossi Lucas Vila Matías Vila Rodrigo Vila Juan Manuel Vivaldi Fernando Zylberberg                              | Hóquei sobre grama    | Masculino                                   | Ouro    |
| Paula Pareto | Judô                  | -48 kg                                      | Ouro    |
| Cecilia Biagioli | Natação               | Maratona Aquática                           | Ouro    |
| Elisabeth Soler | Patinação sobre rodas | Patinação artística feminina                | Ouro    |
| Ariel Suárez Cristian Rosso | Remo                  | Skiff duplo masculino                       | Ouro    |
| Ariel Suárez Cristian Rosso Alejandro Cucchietti Santiago Fernández | Remo                  | Skiff quádruplo masculino                   | Ouro    |
| Sebastián Fernández Joaquín Iwan Rodrigo Murillo Agustín Silvestro | Remo                  | Quatro sem masculino                        | Ouro    |
| María Laura Ábalo María Gabriela Best | Remo                  | Dois sem feminino                           | Ouro    |
| María Laura Ábalo María Gabriela Best María Rohner Milka Kraljev | Remo                  | Skiff quádruplo feminino                    | Ouro    |
| Sebastián Crismanich | Taekwondo             | -80 kg                                      | Ouro    |
| María Irigoyen Florencia Molinero | Tênis                 | Duplas femininas                            | Ouro    |
| Liu Song | Tênis de mesa         | Individual masculino                        | Ouro    |
| Julio Alsogaray | Vela                  | Laser                                       | Ouro    |
| Cecilia Carranza Saroli | Vela                  | Laser radial                                | Ouro    |
| Miguel Antonio Correa | Canoagem              | K1-200m masculino                           | Prata   |
| Daniel Dal Bo | Canoagem              | K1-1000m masculino                          | Prata   |
| Sabrina Ameghino Alexandra Keresztesi | Canoagem              | K2-500m feminino                            | Prata   |
| Miguel Antonio Correa | Canoagem              | K1-200m masculino                           | Prata   |
| Matías Médici | Ciclismo              | Estrada contra o relógio masculino          | Prata   |
| David Achucarro Esteban Andrada Sergio Araujo Adrián Cirigliano Fernando Coniglio Leonardo Ferreyra Franco Fragapane Leandro González Michael Hoyos Lucas Kruspzky Matías Laba Carlos Luque Adrián Martínez Hugo Nervo Germán Pezzella Rodrigo Rey Alan Ruíz Lucas Villafañez | Futebol               | Masculino                                   | Prata   |
| María Belotti Valeria Bianchi María Decilio Bibiana Ferrea Lucía Haro Valentina Kogan Antonela Mena Luciana Mendoza Manuela Pizzo María Romero Noelia Sala Luciana Salvado Silvina Schlesinger Solange Tagliavini Silvana Totolo                                              | Handebol              | Feminino                                    | Prata   |
| Laura Aladro Luciana Aymar Noel Barrionuevo Silvina D'Elía Soledad García Rosario Luchetti Sofía Maccari Delfina Merino Carla Rebecchi Macarena Rodríguez Rocío Sánchez Moccia Mariela Scarone Daniela Sruoga Josefina Sruoga Belén Succi Victoria Zuloaga                    | Hóquei sobre grama    | Feminino                                    | Prata   |
| Alejandro Clara | Judô                  | -73 kg                                      | Prata   |
| Daniel Arriola | Patinação sobre rodas | Patinação artística masculina               | Prata   |
| Ezequiel Capellano | Patinação sobre rodas | 1.000 metros masculino                      | Prata   |
| Ezequiel Capellano | Patinação sobre rodas | 10.000 metros pontos e eliminação masculino | Prata   |
| Melisa Bonnet | Patinação sobre rodas | 10.000 metros pontos e eliminação feminino  | Prata   |
| Diego Gallina Pablo Mahnic Nicolai Fernández Carlo Lauro | Remo                  | Quatro sem peso leve masculino              | Prata   |
| María Gabriela Best | Remo                  | Skiff simples feminino                      | Prata   |
| Gabriel Ascarate Santiago Bottini Nicolás Bruzzone Francisco Cuneo Manuel Gutiérrez Joaquín Luccheti José Merello Manuel Montero Ramiro Moyano Hernán Olivari Javier Ortega Desio Diego Palma                                                                                 | Rugby                 | Masculino                                   | Prata   |
| Gastón Alto Liu Song Pablo Tabachnik | Tênis de mesa         | Equipe masculina                            | Prata   |
| Alex Misael Suligoy | Tiro                  | Carabina 50 metros deitado masculino        | Prata   |
| Mariano Reutemann | Vela                  | RS:X                                        | Prata   |
| Germán Lauro | Atletismo             | Arremesso de peso masculino                 | Bronze  |
| Braian Toledo | Atletismo             | Arremesso de vara masculino                 | Bronze  |
| Pamela Benavídez | Boxe                  | -51 kg feminino                             | Bronze  |
| Adela Peralta | Boxe                  | -60 kg feminino                             | Bronze  |
| Yamil Peralta | Boxe                  | -91 kg masculino                            | Bronze  |
| Sabrina Ameghino | Canoagem              | K1-200 metros feminino                      | Bronze  |
| Alexandra Keresztesi | Canoagem              | K1-500 metros feminino                      | Bronze  |
| Pablo de Torres Roberto Geringer Sallette | Canoagem              | K2-1.000 metros feminino                    | Bronze  |
| Leandro Botasso | Ciclismo              | Keirin masculino                            | Bronze  |
| Maximiliano Almada Marcos Crespo Walter Pérez Eduardo Sepúlveda | Ciclismo              | Persequição Equipes masculino               | Bronze  |
| Walter Pérez | Ciclismo              | Omnium masculino                            | Bronze  |
| Maria Gabriela Diaz | Ciclismo              | BMX feminino                                | Bronze  |
| Elida Agüero | Esgrima               | Espada individual feminino                  | Bronze  |
| Alejo de Palma | Esqui aquático        | Wakeboard masculino                         | Bronze  |
| Ana Carrasco | Ginástica             | Fita                                        | Bronze  |
| Emmanuel Lucenti | Judô                  | -81 kg masculino                            | Bronze  |
| Cristian Schmidt | Judô                  | -100 kg masculino                           | Bronze  |
| Fernando Iglesias | Lutas                 | Livre até 60 kg masculino                   | Bronze  |
| Yuri Maier | Lutas                 | Greco-Romana até 96 kg masculino            | Bronze  |
| Patricia Bermúdez | Lutas                 | Livre até 48 kg masculino                   | Bronze  |
| Luz Vázquez | Lutas                 | Livre até 63 kg masculino                   | Bronze  |
| Federico Grabich Lucas Peralta Marcos Barale Lucas Del Piccolo | Natação               | Revezamento 4x100 metros medley masculino   | Bronze  |
| Juan Martín Pereyra | Natação               | 1.500 metros masculino                      | Bronze  |
| Guillermo Bértola | Natação               | Maratona 10 km masculino                    | Bronze  |
| Melisa Bonnet | Patinação sobre rodas | 1.000 metros feminino                       | Bronze  |
| Juan Cruz Araldi | Patinação sobre rodas | 300 metros contra relógio masculino         | Bronze  |
| Carlos Dorato Luciano Callarelli | Pelota Basca          | Pelota de couro frontón 36 metros           | Bronze  |
| Alexix Clementín Jorge Alberdi | Pelota Basca          | Frontenis frontón 30 metros masculino       | Bronze  |
| Irina Podversich Johana Zair | Pelota Basca          | Frontenis frontón 30 metros feminino        | Bronze  |
| Diego López Mariano Sosa Ribicich Joaquín Iwan Ariel Suárez Rodrigo Murillo Sebastián Fernández Agustín Silvestro Sebastián Claus Joel Infante | Remo                  | Oito com masculino                          | Bronze  |
| Hernán D´Arcangelo Robertino Pezzota | Squash                | Duplas masculinas                           | Bronze  |
| Melisa Gil | Tiro                  | Skeet feminino                              | Bronze  |
| Fernando Iglesias | Vela                  | Sunfish                                     | Bronze  |
| Iván Castellani Nicolás Uriarte Maximiliano Cavanna Gonzalo Quiroga Nicolás Bruno Sebastián Solé Federico Pereyra Alejandro Toro Pablo Crer Mariano Giustiniano Franco López Maximiliano Gauna                                                                                | Voleibol              | Masculino                                   | Bronze  |
| Pablo Suárez Santiago Etchegaray | Voleibol de praia     | Masculino                                   | Bronze  |

## Desempenho

### Atletismo
Masculino
| Atleta              | Prova                 | Elim. | Elim. | Semifinal | Semifinal | Final    | Final             |
| Atleta              | Prova                 | Marca | Pos.  | Marca     | Pos.      | Marca    | Pos.              |
| ------------------- | --------------------- | ----- | ----- | --------- | --------- | -------- | ----------------- |
| Carlos Daniel Layoy | Salto em altura       |       |       |           |           | 2m18cm   | 10º               |
| Miguel Bárzola      | 10.000 metros         |       |       |           |           | 30:12:82 | 6º                |
| Javier Carriqueo    | 1.500 metros          |       |       |           |           | 3:55:52  | 6º                |
| Federico Bruno      | 1.500 metros          |       |       |           |           | 4:01:09  | 13º               |
| Juan Cano Ceres     | Marcha atlética 20 km |       |       |           |           | 1:27:33  | 9º                |
| Fabio González      | Marcha atlética 20 km |       |       |           |           | 1:30:40  | 11º               |
| Miguel Bárzola      | 5.000 metros          |       |       |           |           | 14:24:43 | 11º               |
| Román Gastaldi      | Decatlo               |       |       |           |           | 7826     | 5º                |
| Jorge Balleingo     | Arremesso de Disco    |       |       |           |           | 51m93cm  | 10º               |
| Germán Lauro        | Arremesso de Disco    |       |       |           |           | 20m41cm  | Medalha de bronze |
| Juan Ignacio Cerra  | Arremesso de Martelo  |       |       |           |           | 66m80cm  | 6º                |
| Carlos Daniel Layoy | Salto em altura       |       |       |           |           | 2m18cm   | 10º               |
| Braian Toledo       | Lançamento de dardo   |       |       |           |           | 79m53cm  | Medalha de bronze |
| Germán Chiaraviglio | Salto com vara        |       |       |           |           | 5m50cm   | 4º                |
| Rubén Benítez       | Salto com vara        |       |       |           |           | 5m05cm   | 9º                |
| Martina Nicolas     | Arremesso de Peso     |       |       |           |           | 17m33cm  | 9º                |
| Maximiliano Díaz    | Salto triplo          |       |       |           |           | 16m47cm  | 4º                |

Feminino
| Atleta            | Prova                         | Elim. | Elim. | Semifinal | Semifinal | Final   | Final |
| Atleta            | Prova                         | Tempo | Pos.  | Tempo     | Pos.      | Tempo   | Pos.  |
| ----------------- | ----------------------------- | ----- | ----- | --------- | --------- | ------- | ----- |
| Jennifer Dahlgren | Arremesso de martelo feminino |       |       |           |           | 67m11cm | 6º    |

### Badminton
| Atleta                           | Evento               | 1ª fase                           | 2ª fase                                            | Oitavas de final       | Quartas de final       | Semifinais             | Final                  | Pos.        |             |
| Atleta                           | Evento               | Adversário e resultado            | Adversário e resultado                             | Adversário e resultado | Adversário e resultado | Adversário e resultado | Adversário e resultado | Pos.        |             |
| -------------------------------- | -------------------- | --------------------------------- | -------------------------------------------------- | ---------------------- | ---------------------- | ---------------------- | ---------------------- | ----------- | ----------- |
| Federico Díaz                    | Individual masculino | CUB Osleni Guerrero D 5-21, 15-21 | Não avançou                                        | Não avançou            | Não avançou            | Não avançou            | Não avançou            | Não avançou |             |
| Victoria Valdesolo               | Individual feminino  |                                   | SUR Crystal Leefmans D 16-21, 6-21                 | Não avançou            | Não avançou            | Não avançou            | Não avançou            | Não avançou | Não avançou |
| Federico Díaz/Victoria Valdesolo | Duplas mistas        |                                   | CUB Osleni Guerrero/ Maria Hernandez D 12-21, 9-21 | Não avançou            | Não avançou            | Não avançou            | Não avançou            | Não avançou | Não avançou |

### Ciclismo

#### Estrada
| Atleta             | Evento                             | Final    | Final   |
| Atleta             | Evento                             | Tempo    | Posição |
| ------------------ | ---------------------------------- | -------- | ------- |
| Talia Aguirre      | Corrida em estrada feminino        | 2:19:57  | 29º     |
| Alejandra Feszczuk | Corrida em estrada feminino        | 2:21:13  | 30°     |
| Dolores Rodríguez  | Corrida em estrada feminino        | 2:23:03  | 31°     |
| Leandro Messineo   | Estrada contra o relógio masculino | 50:46.98 | 5º      |
| Matías Médici      | Estrada contra o relógio masculino | 50:00.98 |         |
| Valeria Müller     | Estrada contra o relógio feminino  | 29:31.13 | 10º     |

#### Moutain Bike
| Atleta             | Evento    | Tempo   | Pos. |
| ------------------ | --------- | ------- | ---- |
| Catriel Soto       | Masculino |         | DSQ  |
| Luciano Caraccioli | Masculino | 1:41:22 | 11º  |
| Noelia Rodríguez   | Feminino  | 1:40:27 | 5º   |

### Levantamento de peso
Masculino
| Atleta         | Categoria  | Resultado (kg) | Resultado (kg) | Resultado (kg) | Posição |
| Atleta         | Categoria  | Arranque       | Arremesso      | Total          | Posição |
| -------------- | ---------- | -------------- | -------------- | -------------- | ------- |
| Hugo Catalán   | Até 69 kg  | 130            | 156            | 286 kg         | 7º      |
| Pedro Stetsiuk | Até 105 kg | 158            | 180            | 338 kg         | 7º      |

Masculino
| Atleta                | Categoria | Resultado (kg) | Resultado (kg) | Resultado (kg) | Posição |
| Atleta                | Categoria | Arranque       | Arremesso      | Total          | Posição |
| --------------------- | --------- | -------------- | -------------- | -------------- | ------- |
| María Eugenia Cravero | Até 48 kg | 66             | 80             | 146            | 8º      |
| Malvina Verón         | Até 53 kg | 72             | 93             | 165 kg         | 6º      |

### Lutas
Livre
| Atleta            | Evento              | Oitavas de final       | Quartas de final             | Semifinais                 | Repescagem             | Final                                          | Pos.        |
| Atleta            | Evento              | Adversário e resultado | Adversário e resultado       | Adversário e resultado     | Adversário e resultado |                                                | Pos.        |
| ----------------- | ------------------- | ---------------------- | ---------------------------- | -------------------------- | ---------------------- | ---------------------------------------------- | ----------- |
| Fernando Iglesias | Até 60 kg masculino | Bye                    | COL Nelson Garcia V 2-0, 2-1 | MEX Guillermo Torres D 0-4 | Bye                    | Disputa do bronze: ESA Luis Portillo V 5-0,4-0 |             |
| Fernando Carranza | Até 66 kg masculino | Bye                    | VEN Elvis Fuentes D 0-6, 0-6 | Não avançou                | Não avançou            | Não avançou                                    | Não avançou |

### Remo
| Atleta | Prova                            | Elim.   | Elim.     | Repescagem | Repescagem | Final   | Final         |
| Atleta | Prova                            | Tempo   | Pos.      | Tempo      | Pos.       | Tempo   | Pos.          |
| --- | -------------------------------- | ------- | --------- | ---------- | ---------- | ------- | ------------- |
| Cristian Rosso | Skiff simples masculino          | 7:36.93 | 4º/bat. 2 | 7:16.07    | 1º/rep. 1  | 7:15.91 | 5º            |
| Ariel Suárez Cristian Rosso | Skiff duplo masculino            | 6:50.94 | 3º/bat. 2 |            |            | 6:26.55 |               |
| Miguel Mayol Mario Cejas | Skiff duplo peso leve masculino  | 6:56.42 | 3º/bat. 2 | 6:46.87    | 2º/rep. 1  | 6:36.79 | 6º            |
| Ariel Suárez Cristian Rosso Alejandro Cucchietti Santiago Fernández                                                                            | Skiff quádruplo masculino        | 6:15.62 | 2º/bat. 1 |            |            | 5:51.20 |               |
| Sebastián Claus Diego López | Dois sem masculino               | 6:47.82 | 3º/bat. 1 | 7:17.17    | 3º/rep. 1  | 7:19.04 | 7º/1º Final B |
| Sebastián Fernández Joaquín Iwan Rodrigo Murillo Agustín Silvestro                                                                             | Quatro sem masculino             | 6:07.13 | 1º/bat. 1 | BYE        | BYE        | 6:04.41 |               |
| Diego Gallina Pablo Mahnic Nicolai Fernández Carlo Lauro                                                                                       | Quatro sem peso leve masculino   | 6:06.62 | 1º/bat. 1 | BYE        | BYE        | 6:06.21 |               |
| Diego López Mariano Sosa Ribicich Joaquín Iwan Ariel Suárez Rodrigo Murillo Sebastián Fernández Agustín Silvestro Sebastián Claus Joel Infante | Oito com masculino               | 6:17.73 | 4º/bat. 1 |            |            | 5:41.77 |               |
| María Gabriela Best | Skiff simples feminino           | 7:54.05 | 2º/bat. 1 | BYE        | BYE        | 7:55.55 |               |
| Deborah Lince | Skiff simples peso leve feminino | 8:48.33 | 3º/bat. 2 | 8:11.15    | 3º/rep. 1  | 8:07.63 | 5º            |
| María Clara Rohner Milka Kraljev | Skiff duplo feminino             | 7:33.23 | 2º/bat. 1 | 8:20.65    | 4º/rep. 1  | 7:22.10 | 6º            |
| Sofía Esteras Carolina Schiffmacher | Skiff duplo peso leve feminino   | 7:33.90 | 4º/bat. 1 |            |            | 7:24.05 | 4º            |
| Laura Abalo María Gabriela Best María Clara Rohner Milka Kraljev                                                                               | Skiff quádruplo feminino         | 7:00.86 | 2º/bat. 1 |            |            | 6:34.46 |               |
| Laura Abalo María Gabriela Best | Dois sem feminino                | 7:36.22 | 2º/bat. 1 | BYE        | BYE        | 7:24.57 |               |

### Tênis
| Atleta           | Evento            | 1ª fase                | 2ª fase                      | Oitavas de final       | Quartas de final       | Semifinais             | Final                  | Pos.        |
| Atleta           | Evento            | Adversário e resultado | Adversário e resultado       | Adversário e resultado | Adversário e resultado | Adversário e resultado | Adversário e resultado | Pos.        |
| ---------------- | ----------------- | ---------------------- | ---------------------------- | ---------------------- | ---------------------- | ---------------------- | ---------------------- | ----------- |
| Horacio Zeballos | Simples masculino | Bye                    | PER I. Miranda D 3-6, 4-6    | Não avançou            | Não avançou            | Não avançou            | Não avançou            | Não avançou |
| Facundo Argüello | Simples masculino | Bye                    | MEX D. Garza D 2-6, 6-4, 5-7 | Não avançou            | Não avançou            | Não avançou            | Não avançou            | Não avançou |
| Eduardo Schwank  | Simples masculino | Bye                    | ESA M. Arévalo D 4-6, 1-6    | Não avançou            | Não avançou            | Não avançou            | Não avançou            | Não avançou |

### Tiro com arco
| Atleta                                          | Evento               | Qualificatória | Qualificatória | Fase de 32                | Oitavas de final             | Quartas de final        | Semifinais             | Final                  | Pos.        |
| Atleta                                          | Evento               | Pts.           | Pos.           | Adversário e resultado    | Adversário e resultado       | Adversário e resultado  | Adversário e resultado | Adversário e resultado | Pos.        |
| ----------------------------------------------- | -------------------- | -------------- | -------------- | ------------------------- | ---------------------------- | ----------------------- | ---------------------- | ---------------------- | ----------- |
| Genaro Riccio                                   | Individual masculino | 1211           | 27º            | CUB Juan Stevens D 0-6    | Não avançou                  | Não avançou             | Não avançou            | Não avançou            | Não avançou |
| Maria Goni                                      | Individual feminino  | 1282           | 8º             | ARG Fernanda Faisal V 6-2 | CHI Denisse van Lamoen D 4-6 | Não avançou             | Não avançou            | Não avançou            | Não avançou |
| Fernanda Faisal                                 | Individual feminino  | 1207           | 25º            | ARG Maria Goni D 2-6      | Não avançou                  | Não avançou             | Não avançou            | Não avançou            | Não avançou |
| Ximena Mendiberry                               | Individual feminino  | 1242           | 18º            | PUR Nadya Ruiz D 0-6      | Não avançou                  | Não avançou             | Não avançou            | Não avançou            | Não avançou |
| Ximena Mendiberry Fernanda Faisal Genaro Riccio | Equipes femininas    | 3731           | 6º             |                           | BYE                          | VEN Venezuela D 191-198 | Não avançou            | Não avançou            | Não avançou |

### Voleibol
Masculino
| Equipe | Equipe | Fase de grupos                    | Fase de grupos | Quartas                | Semifinal              | Final                  | Pos. |
| Equipe | Equipe | Adversário e resultado            | Pos.           | Adversário e resultado | Adversário e resultado | Adversário e resultado | Pos. |
| ------ | ------ | --------------------------------- | -------------- | ---------------------- | ---------------------- | ---------------------- | ---- |
|        |        | CUB Cuba MEX México VEN Venezuela |                |                        |                        |                        |      |

Legenda
| Recorde mundial                  | Recorde mundial (World record)               |                       | Recorde africano                      | Recorde africano (African) |                                           | Q | Classificado por posição (Qualified) |
| Recorde dos Jogos Pan-Americanos | Recorde pan-americano (Pan-American record)  | Recorde da América    | Recorde da América (Americas)         | q                          | Classificado por melhor tempo (Qualified) |   |                                      |
| Melhor marca do ano              | Melhor marca do ano (World leading)          | Recorde asiático      | Recorde asiático (Asian)              | DNS                        | Não largou (Did not start)                |   |                                      |
| Recorde nacional                 | Recorde nacional (National record)           | Recorde europeu       | Recorde europeu (European)            | DNF                        | Não terminou (Did not finish)             |   |                                      |
| Recorde pessoal                  | Recorde pessoal do atleta (Personal best)    | Recorde da Oceania    | Recorde da Oceania (Oceania)          | DSQ / DQ                   | Desclassificado (Disqualified)            |   |                                      |
| Recorde da temporada             | Recorde da temporada do atleta (Season best) | Recorde sul-americano | Recorde sul-americano (South America) | NM                         | Sem marca (No mark)                       |   |                                      |